# Melifagídeos
Os melifagídeos (Meliphagidae) são uma família de aves passeriformes pertencentes à subordem Passeri. O nome da família advém do grego meliphago, palavra constituida por meli (mel) e phago (comer). É uma referência ao comportamento dos membros desta família, que se alimentam essencialmente do néctar das flores.
O grupo é bastante comum na Austrália, Nova Guiné e arquipélagos do Oceano Pacífico incluindo o Hawaii. A Oeste da linha de Wallace, os melifagídeos são inexistentes. A família Meliphagidae é composta por cerca de 180 espécies, classificadas em 27 géneros (segundo a taxonomia de Sibley-Ahlquist. As famílias mais próximas são os pardalotídeos, petroicídeos e os malurídeos. Todos estes grupos evoluíram a partir de um ancestral comum, pertencente à família Corvidae.
Os melifagídeos alimentam-se sobretudo de néctar de flores, tal como os beija-flores nectarinídeos do Velho Mundo e os beija-flores troquilídeos das Américas. As semelhanças entre estes grupos são resultantes do fenómeno de evolução convergente, e não resultantes da partilha de um ancestral comum.

## Géneros
Estão descritos 55 géneros, entre eles:
| - Anthochaera - Acanthagenys - Plectorhyncha - Philemon - Xanthomyzma - Entomyzon - Manorina - Xanthotis - Meliphaga | - Lichenostomus - Melithreptus - Notiomystis - Glycichaera - Lichmera - Trichodere - Grantiella - Phylidonyris - Ramsayornis | - Conopophila - Acanthorhynchus - Certhionyx - Myzomela - Anthornis - Prosthemadera - Epthianura - Ashbyia - Moho |

- Commons
- Wikispecies

1. ↑  Paixão, Paulo (Verão de 2021). «Os Nomes Portugueses das Aves de Todo o Mundo» (PDF) 2.ª ed. A Folha — Boletim da língua portuguesa nas instituições europeias. p. 191. ISSN 1830-7809. Consultado em 13 de janeiro de 2022. Cópia arquivada (PDF) em 23 de abril de 2022
2. ↑  «Meliphagidae | COL». www.catalogueoflife.org. Consultado em 5 de maio de 2023
3. ↑  «Search». COL. Consultado em 5 de maio de 2023